# Eckert & Ziegler
Die Eckert & Ziegler SE entwickelt und produziert isotopentechnische Komponenten für die medizinische, wissenschaftliche und messtechnische Anwendung. Das Unternehmen beschäftigte 1085 Mitarbeiter zum Jahresende 2024. Der Konzernumsatz betrug im Geschäftsjahr 2024 295,8 Mio. €. Die Aktie des Unternehmens ist im SDAX und im TecDAX der Deutschen Börse notiert.
Hauptanwendungsgebiete für die Erzeugnisse der Gruppe sind die Nuklearmedizin, die Strahlentherapie insbesondere die Krebsdiagnostik und -therapie und die industrielle Messtechnik. Im medizinischen Bereich wenden sich Eckert & Ziegler und ihre Tochterunternehmen vor allem an Nuklearmediziner und an Strahlentherapeuten (Radioonkologen).
Ein weiterer Unternehmensschwerpunkt liegt bei der Entsorgung von schwach bis mittelradioaktiven Abfällen.

## Geschichte
Der Ursprung von Eckert & Ziegler geht auf das Zentralinstitut für Isotopentechnik, ein Forschungsinstitut der ehemaligen Akademie der Wissenschaften der DDR, zurück. Nach der Wende gründeten Jürgen Ziegler, ein ehemaliger Mitarbeiter des Instituts für angewandte Isotopenforschung, und Andreas Eckert 1992 die BEBIG Isotopentechnik und Umweltdiagnostik GmbH. Aus der Abwicklung des Instituts übernahmen sie die Räumlichkeiten und Patente und begannen mit der Produktion von schwach radioaktiven Strahlenquellen für industrielle und medizinische Anwendungen. Im ersten offiziellen Geschäftsjahr 1994 machte das neue Unternehmen 253.000 D-Mark Umsatz.
Mittlerweile ist die BEBIG GmbH eine Tochtergesellschaft der Eckert & Ziegler SE, die im Juli 1997 als Holdinggesellschaft gegründet worden ist.
Im Jahr 2009 übernahm Eckert & Ziegler den Braunschweiger Isotopenspezialisten Nuclitec GmbH. Der größte Wettbewerber von einst firmiert heute als Eckert & Ziegler Nuclitec GmbH. Am Firmenstandort Braunschweig erfolgt die Rücknahme isotopentechnischer Reststoffe mit geringer Aktivität, beispielsweise aus Krankenhäusern und Forschungseinrichtungen. Weitere Tochtergesellschaften sind dem Geschäftsbericht zu entnehmen.
2024 erfolgte eine Rechtsformumwandlung in eine Europäische Gesellschaft (Societas Europaea, SE).

## Geschäftsergebnisse

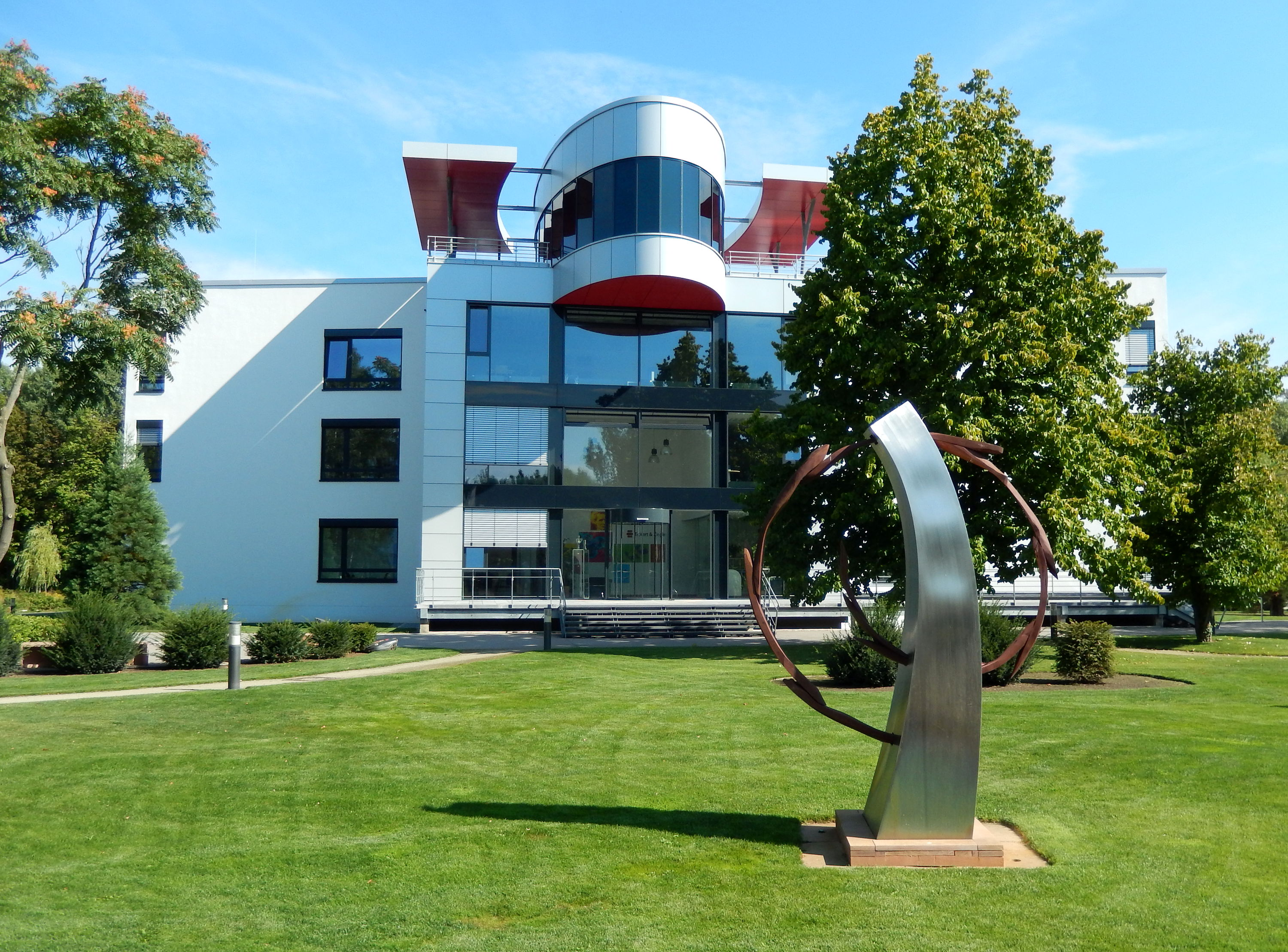
Konzernzentrale am Campus Berlin-Buch, Robert-Rössle-Straße 10

Eckert & Ziegler zählt zu den Anbietern von isotopentechnischen Komponenten für medizinische, wissenschaftliche und messtechnische Zwecke im Bereich der Krebsdiagnostik und -therapie, nuklearmedizinischen Diagnostik und industriellen Radiometrie.
Das Unternehmen ist weltweit tätig. Der Konzernumsatz lag im Geschäftsjahr 2024 bei 295,8 Mio. Euro.
Der mit 158,0 Mio. Euro Umsatz im Jahr 2024 größte Konzernbereich, „Isotope Products“, umfasst die Herstellung von Strahlenquellen für bildgebende Verfahren, Messungen und Analysen, Qualitätssicherung und Umweltüberwachungen. Das Portfolio reicht von Kalibrierquellen für PET-Kameras in Krankenhäusern bis hin zu Strahlenquellen für radiometrische Füllstandmessungen. 2017 hat das Unternehmen wesentliche Teile der sächsischen Gamma-Service-Gruppe übernommen, darunter einen Hersteller von Blutbestrahlungsgeräten, einen Spezialisten für den Bau von Labor- und Handhabungseinrichtungen sowie einen Produzenten von industriellen Strahlenquellen.
Im Segment „Medical“ betrug der Umsatz 2024 148,7 Mio. Euro. Zu den Produkten des Segments Medical (Bereich „Radiopharma“) zählen Geräte für Radiosynthesen und Qualitätskontrolle sowie Radiopharmazeutika für die Diagnose und Therapie von Krebserkrankungen. Ein weiteres Produkt sind langlebigere Radioisotope für pharmazeutische Anwendungen. Diese Substanz wird unter anderem für die Herstellung von Radioembolisatoren zur Behandlung von Lebertumoren eingesetzt.